# Davor Štefanek
Davor Štefanek (cyr. Давор Штефанек ; 12 września 1985) – serbski zapaśnik walczący w stylu klasycznym. Trzykrotny olimpijczyk. Złoty medalista z Rio de Janeiro 2016 w kategorii 66 kg. Zajął piętnaste miejsce w Pekinie 2008 i osiemnaste w Atenach 2004 w wadze 60 kg.
Dziesięciokrotny uczestnik mistrzostw świata, zdobył trzy medale, złoty w 2014. Pięć razy na podium mistrzostw Europy w latach 2004 – 2017. Ósmy w indywidualnym Pucharze Świata w 2020. Złoty medalista igrzysk śródziemnomorskich w 2009, srebrny w 2018 i brązowy w 2005 i dziesiąty w 2013. Mistrz śródziemnomorski w 2011 i 2014 i mistrz świata juniorów w 2005.
- Turniej w Atenach 2004

Przegrał z Peruwiańczykiem Sidneyem Guzmánem i Japończykiem Makoto Sasamoto i odpadł z turnieju.
- Turniej w Pekinie 2008

Przegrał z Uzbekiem Dilshodem Oripovem i odpadł z turnieju.